# Рокітно (Мазовецьке воєводство)
Рокітно (пол. Rokitno) — село в Польщі, у гміні Блоне Варшавського-Західного повіту Мазовецького воєводства.
Населення — 107 осіб (2011).
У 1975—1998 роках село належало до Варшавського воєводства.

## Демографія
Демографічна структура станом на 31 березня 2011 року:
|          | Загалом | Допрацездатний вік | Працездатний вік | Постпрацездатний вік |
| -------- | ------- | ------------------ | ---------------- | -------------------- |
| Чоловіки | 61      | 7                  | 42               | 12                   |
| Жінки    | 46      | 12                 | 23               | 11                   |
| Разом    | 107     | 19                 | 65               | 23                   |